# 1115 Sabauda
Sabauda (asteroide 1115) é um asteroide da cintura principal com um diâmetro de 68,82 quilómetros, a 2,6040973 UA. Possui uma excentricidade de 0,1624807 e um período orbital de 2 002,58 dias (5,48 anos).
Sabauda tem uma velocidade orbital média de 16,89124024 km/s e uma inclinação de 15,30639º.
Esse asteroide foi descoberto em 13 de Dezembro de 1928 por Luigi Volta.